# جيمس وولوورك
جيمس وولوورك (بالإنجليزية: James Wallwork)‏ هو سياسي أمريكي، ولد في 17 سبتمبر 1930 في الولايات المتحدة. حزبياً، نشط في الحزب الجمهوري. وقد انتخب عضو مجلس ولاية نيوجيرسي وانتخب عضو جمعية نيوجيرسي العامة.